# Фармаковский, Игнатий Фёдорович
Игнатий Фёдорович Фармаковский (1813—1873) — протоиерей русской православной церкви, писатель и педагог XIX века.

## Биография
Игнатий Фёдорович Фармаковский родился в 1813 году в Симбирской губернии. Обучался в казанской духовной семинарии, впоследствии — в Санкт-Петербургской духовной академии. Начиная с 10 октября 1835 года и до конца жизни (на протяжении 37 лет) он был преподавателем Священного Писания и других предметов в Вятской духовной семинарии, а также исполнял в ней многие административные должности.
26 сентября 1840 года Игнатий Фёдорович Фармаковский получил сан священника Богоявленского собора в Вятке, а 8 ноября — сан протоиерея. 12 августа 1854 года он стал протоиереем вятского Спасского собора.
Также Игнатий Фёдорович был членом духовной консистории, в 1863 году — редактором «Вятских Епархиальных Ведомостей», начиная с 1869 года — инспектором классов и законоучителем в вятском епархиальном женском училище, был председателем приходского попечительства, директором комитета попечения о тюрьмах, членом миссионерского комитета, губернского училищного совета и статистического комитета.

## Публикации
- «О первоначальном появлении раскола в Вятской губернии»[1]
- «Некоторые сведения о книгах Нового Завета»[2]
- «О Евангелиях»[3]